# Hermann Bickell
Hermann Bickell (* 10. Mai 1844 in Marburg; † 7. Oktober 1897 in Straßburg) war ein deutscher Verwaltungsjurist und Ministerialbeamter in Elsaß-Lothringen.

## Leben
Hermann Bickell studierte an der Philipps-Universität Marburg Rechtswissenschaft. 1864 wurde er im Corps Hasso-Nassovia recipiert. Nach Abschluss des Studiums wurde er 1868 in Marburg zum Dr. iur. promoviert.  wurde er Verwaltungsbeamter im Reichsland Elsaß-Lothringen. Von 1884 bis 1895 war er Kreisdirektor des Kreises Zabern. Anschließend war er bis zu seinem Tod im Alter von 53 Jahren Ministerialrat in Straßburg.